# Lubicz Dolny

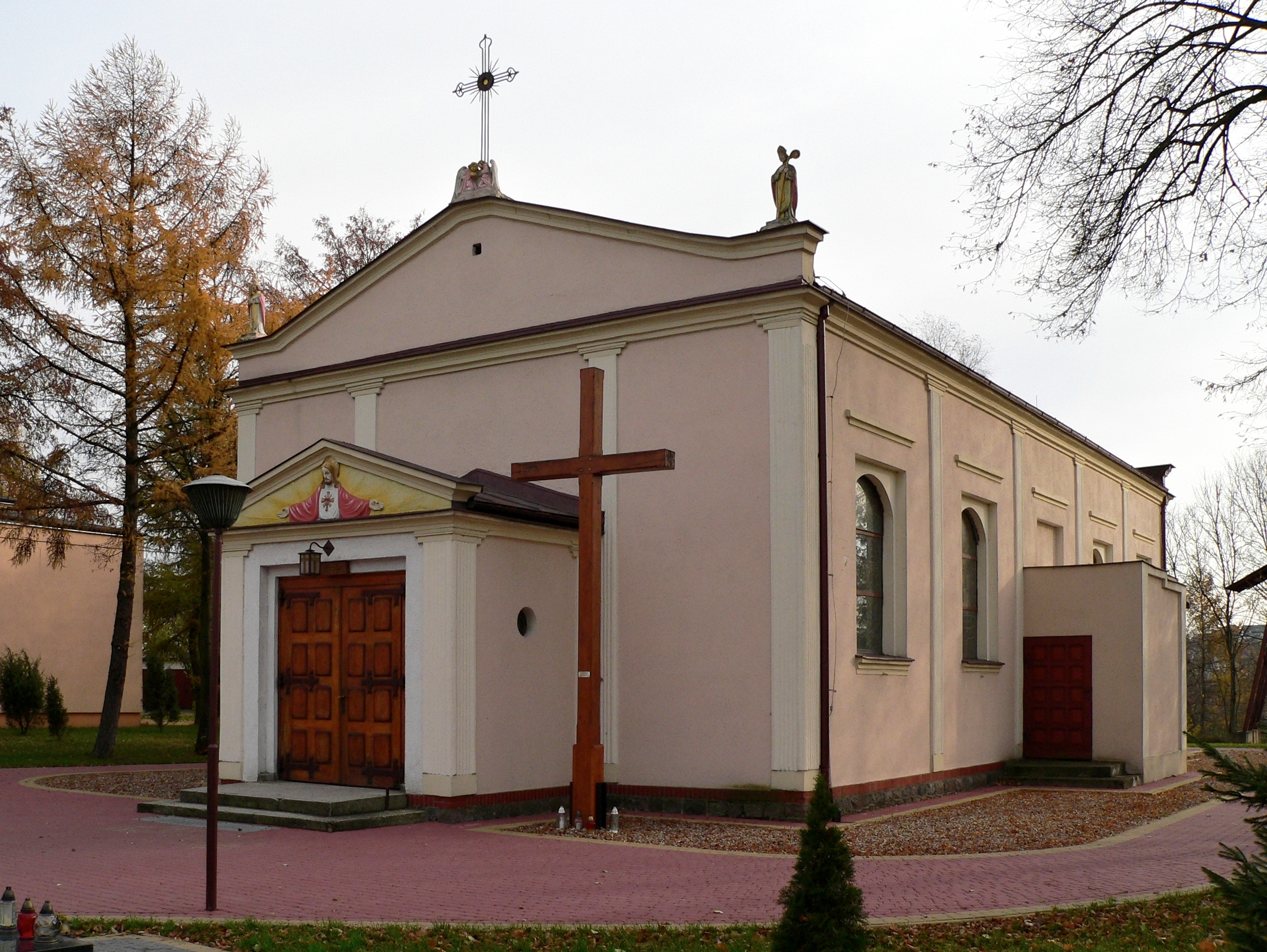
Kościół św. Stanisława

Lubicz Dolny – wieś w Polsce położona w województwie kujawsko-pomorskim, w powiecie toruńskim, w gminie Lubicz.
W latach 1954–1972 wieś należała i była siedzibą władz gromady Lubicz. W latach 1975–1998 miejscowość administracyjnie należała do województwa toruńskiego.

## Historia
Po trzech rozbiorach Polski w XVIII wieku Lubicz był rozdzielony, a granicę wyznaczała rzeka Drwęca. Tereny na prawobrzeżu (dzisiejszy Lubicz Dolny) należały do zaboru pruskiego, natomiast część lewobrzeżna (dzisiaj Lubicz Górny) była w zaborze rosyjskim. W historii przyjęło się datę 11 listopada 1918 roku jak odzyskanie przez Polskę niepodległości. W rzeczywistości cały ten proces trwał ponad rok. Mieszkańcy Lubicza Dolnego wolności doczekali się dopiero po przybyciu Wojska Polskiego 18 stycznia 1920 roku.

## Części wsi
| SIMC    | Nazwa        | Rodzaj     |
| ------- | ------------ | ---------- |
| 1031416 | Antoniewo    | przysiółek |
| 1031439 | Lampusz      | część wsi  |
| 1031445 | Małgorzatowo | przysiółek |
| 1031468 | Wilczy Młyn  | część wsi  |

## Przyroda
Na terenie Lubicza Dolnego znajduje się pomnik przyrody w postaci kilkusetletniego dębu.

## Budynki
W Lubiczu Dolnym znajduje się szkoła podstawowa, zabytkowa poczta oraz fabryka firmy Nestle, powstała po 2000 roku. Swoją siedzibę ma Urzędu Gminy i Ośrodek Pomocy Społecznej. Zespole Młyna przy Młyńskiej 12 jako jedyny zabytek w Lubiczu Dolnym

## Szkolnictwo
W lubickiej szkole podstawowej istnieją klasy od 0 do 8. Zwykle w każdym roczniku powstają dwie klasy: A i B.
Szkoła w Lubiczu posiada spore boisko zachęcające do organizowania zawodów. W dniu jego otwarcia odbyły się zawody, w których drugie miejsce zajęła szkoła w Lubiczu Dolnym. Boisko zostało wybudowane z udziałem środków Unii Europejskiej.